# Le Monde en gros (série télévisée)
Le Monde en gros est une émission de télévision humoristique canadienne en treize épisodes de 22 minutes diffusée à partir du 18 juin 2012 à la Télévision de Radio-Canada. Elle est la suite de l'émission à succès Les Pieds dans la marge, récompensée par de nombreux Prix Gémeaux, mais destinée à un public plus âgé. Les trois animateurs, Mathieu Pichette, Jean-Sébastien Busque et Félix Tanguay font le tour du monde afin de donner un aperçu en gros du monde.

## Synopsis
Parmi les pays que le trio franco-ontarien a visitées, on peut nommer le Danemark, les États-Unis, le Mexique et Cuba, ainsi que les villes de Londres et d'Amsterdam.
L'émission est dotée d'un site web interactif, où les utilisateurs abonnés ont pu soumettre des photos et des vidéos se rapportant au thème de l'émission de la semaine et de voter pour leurs préférées, dans la section des meilleurs vendeurs. Les photos et vidéos gagnantes ont été envoyées dans l'espace, par l'intermédiaire d'un code binaire. Un webépisode est disponible sur le site web à cet effet.

## Épisodes
1. Le monde n'a plus le temps
2. L'amour, toujours l'amour
3. C'est l'argent qui mène le monde
4. Le monde change trop vite
5. Contrôler le monde
6. Le monde ne sait plus quoi inventer
7. Tout le monde a quelque chose à dire
8. C'est le sexe qui mène le monde
9. Changer le monde
10. La fin du monde
11. Le monde est petit
12. Le monde est un sport dangereux
13. Tout le monde veut être heureux

## Prix et nominations
L'émission est nommée dans la catégorie Série humoristique à la télévision au Gala Les Olivier 2013.